# Andrzej Gęsicki
Andrzej Gęsicki herbu Suchekomnaty (zm. 1701) – porucznik jazdy pancernej, podstoli bracławski.

## Życiorys
Pochodził z wywodzącej się z Prus, mieszczańskiej rodziny Berens. Urodził się w Danii, był synem żołnierza armii szwedzkiej, który został internowany w 1660, a do Rzeczypospolitej powrócił po 1668.
Andrzej poświęcił się karierze wojskowej, od 1673 służył jako towarzysz w chorągwi pancernej Atanazego Miączyńskiego. W roku tym wziął udział w kampanii chocimskiej, był uczestnikiem bitwy pod Chocimiem. W walkach z armią osmańską odznaczył się męstwem i odwagą. W 1674 został porucznikiem macierzystej chorągwi pancernej, odbył kampanie wojenne hetmana Sobieskiego przeciw Turcji, na Podolu i Ukrainie, w latach 1674–1676.
16 kwietnia 1683, na sejmie, z rekomendacji hetmana koronnego Stanisława Jabłonowskiego i hetmana polnego Mikołaja Sieniawskiego za zasługi wojenne dla Rzeczypospolitej przywilejem królewskim Andrzej i jego brat Adam, towarzysz pancerny, zostali nobilitowani. Drogą adopcji herbowej otrzymali herb Suchekomnaty, do tej rodziny herbowej przyjął ich Atanazy Walenty Miączyński.
Uczestniczył w wyprawie wiedeńskiej, w bitwie pod Wiedniem dowodził chorągwią pancerną. Walczył także w kampanii podolskiej w 1684.
Był blisko związany z Atanazym Miączyńskim starostą łuckim i krzepickim, świadczy o tym coroczny obowiązek przeglądu fortyfikacji zamku w Krzepicach. W 1686 został wezwany przed Trybunał Radomski, za zaniedbywanie obowiązków wojskowych dla nobilitowanych, prawdopodobnie nie wziął udziału w wyprawach króla Jana III Sobieskiego, przeciw Turcji w latach 1685 i 1686. Był podstolim bracławskim.
Zmarł w 1701, miał dwóch synów Józefa, towarzysza jazdy litewskiej i Dominika.